# Houtaud
Houtaud är en kommun i departementet Doubs i regionen Bourgogne-Franche-Comté i östra Frankrike. Kommunen ligger i kantonen Pontarlier som tillhör arrondissementet Pontarlier. År 2022 hade Houtaud 1 197 invånare.

## Befolkningsutveckling
Antalet invånare i kommunen Houtaud
Referens:INSEE